# William Henry Flower

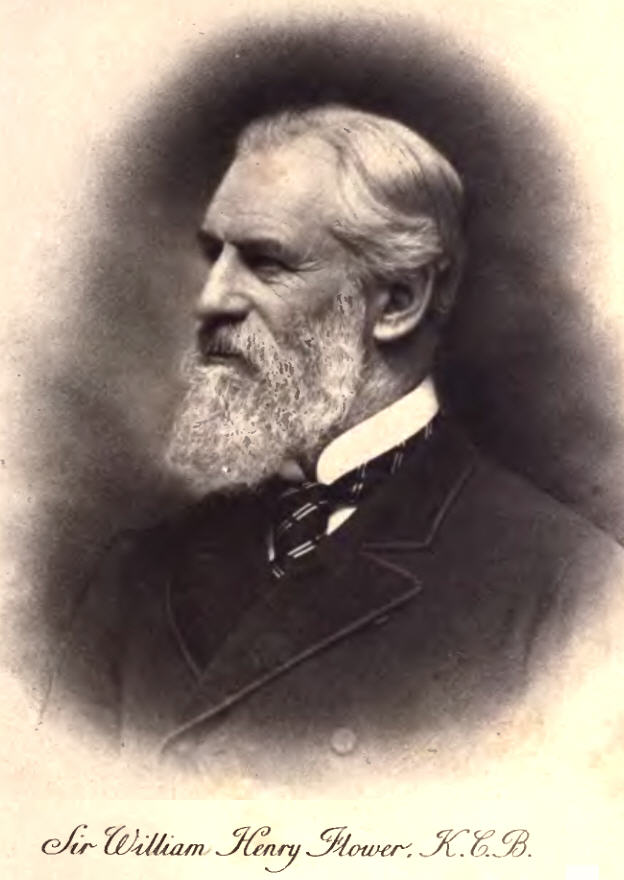
Sir William Henry Flower

Sir William Henry Flower (* 30. November 1831 in Stratford-upon-Avon; † 1. Juli 1899 in London) war ein englischer Arzt.

## Leben und Wirken
William Henry Flower war der zweite Sohn des Brauereibesitzers Edward Fordham Flower (1805–1883) und dessen Frau Celina Greaves (1804–1884). Sein Bruder war Charles Edward Flower (1830–1892). 1849 wurde Flower  am University College London für das Studium der Zoologie immatrikuliert, wo er bei William Sharpey Physiologie studierte. Im gleichen Jahr begann er seine medizinische Ausbildung am Krankenhaus von Middlesex. 1851 bestand er am University College die Prüfungen zum Baccalaureus Artium. 27. März 1854 wurde Flower  Mitglied des Royal College of Surgeons. Einen Monat später, am 28. April 1854, trat er der medizinischen Abteilung der britischen Armee bei und war während des Krimkrieges Assistenzchirurg beim 63. Fußregiment. Auf Grund von gesundheitlichen Problemen schied er jedoch bereits am 1. Mai 1855 aus dem Dienst aus und kehrte nach England zurück. Im Mai 1857 bestand Flower die Prüfungen für die Aufnahme als Fellow des Royal College of Surgeons of England.
1858 heiratete Flower die jüngste Tochter des Astronomen und Hydrographen William Henry Smyth. Von 1858 bis 1861 arbeitete er als Assistenzchirurg am Middlesex Hospital und war Kurator des Middlesex Hospital Museums. Nach dem Tod von John Thomas Quekett (1815–1861) wurde er im September 1861 Kurator des Museums des Royal College of Surgeons (Hunter-Museum), eine Position, die er bis zum 13. März 1884 ausübte. Als Nachfolger von Thomas Henry Huxley war Flower von 1870 bis 1884 Hunter-Professor für vergleichende Anatomie und Physiologie. Nach dem Rücktritt von Richard Owen vom Posten des Direktors des Natural History Museum agierte er vom Juni 1884 bis Juli 1889 als neuer Direktor des Museums. Beim vom 11. bis 18. September 1889 stattfindenden Treffen der British Association for the Advancement of Science in Newcastle übte Flower die Funktion des Präsidenten aus.
William Henry Flower war Mitglied zahlreicher wissenschaftlicher Gesellschaften. Er war Mitglied des Rates der Zoologischen Gesellschaft Londons von 1962 bis 1869, von 1876 bis 1899 und ab dem 5. Februar 1879 bis zu seinem Tod deren Präsident. Am 20. März 1862 wurde er zum Fellow der Londoner Linné-Gesellschaft gewählt. Am 2. Juni 1864 wurde er Fellow der Royal Society, für die er 1868 bis 1870, 1876 bis 1878 und 1884 bis 1886 als Mitglied des Rates fungierte. Die Royal Anthropological Institute of Great Britain and Ireland wählte ihn für die Amtsperiode von 1883 bis 1885 zu ihrem Präsidenten. Seit 1895 war er korrespondierendes Mitglied der Académie des sciences in Paris und seit 1897 Ehrenmitglied (Honorary Fellow) der Royal Society of Edinburgh sowie assoziiertes Mitglied der Académie royale des Sciences, des Lettres et des Beaux-Arts de Belgique.

## Ehrungen
Flower erhielt 1882 „für seine wertvollen Beiträge zur Morphologie und Klassifizierung der Säugetiere und zur Anthropologie“ die Royal Medal. Am 21. Juni 1887 wurde er als Companion (CB) in den Bathorden aufgenommen und am  20. August 1892 als Knight Commander (KCB) desselben Ordens geadelt. Er war ab 1898 Träger des preußischen Ordens Pour le Mérite für Wissenschaften und Künste.

## Werke (Auswahl)

### Bücher
- Diagrams of the Nerves of the Human Body exhibiting their origin, divisions and connections, with their distribution to the various regions of the cutaneous surface and to all the muscles. Churchill, London 1861.
- An Introduction to the Osteology of the Mammalia. London 1870,  Auflage von 1885
- Fashion in Deformity: As illustrated in the customs of barbarous and civilized races . 1882, online.
- The Horse: a Study in Natural History. 1890. online
- Introduction to the Study of Mammals, living and extinct. London 1891. -  mit Richard Lydekker, online
- Essays on Museums and other Subjects. London 1898, online

### Zeitschriftenbeiträge
- On the Posterior Lobes of the Cerebrum of the Quadrumana. In: Philosophical Transactions of the Royal Society of London. Band 152, 1862, S. 185–201. Online
- On the Brain of the Javan Loris (Stenops javenicus). In: Proceedings of the Zoological Society London. London 1862, S. 103–105.
- On the Brain of the Siamang. In: Natural History Review Band 3, London 1863, S. 279–287.
- On the Brain of the red Howling Monkey (Alouatta seniculus). In: Proceedings of the Zoological Society London. London 1864, S. 335–338.

## Nachweise
- Frederic Boase: Modern English Biography: Containing Many Thousand Concise Memoirs of Persons who Have Died Since the Year 1850, with an Index of the most Interesting Matter. Netherton & Worth, Truro: 1892–1921, 6 Bände.
- Obituary: Sir William Henry Flower, K.C.B., F.R.S., F.R.C.S. In: British medical Journal. Band 2, 1899, S. 123–124, doi:10.1136/bmj.2.2010.123.

## Weiterführende Literatur
- Charles J. Cornish: Sir William Henry Flower KCB: A Personal Memoir. Macmillan: London 1904, online.
- Richard Lydekker: Sir William Flower. Dent, London & Dutton, N.Y. 1906, online.
- Royal Society: Proceedings of the Royal Society of London : Containing Obituaries of Deceased Fellows, Chiefly for the Period 1898-1904. With a General Index to Previous Obituary Notices. Band 75, Harrison, London 1905, S. 72–89.
- John Leyland (Hrsg.): Contemporary Medical Men and Their Professional Work: Biographies of Leading Physicians and Surgeons. Provincial Medical Journal, Leicester 1888,  2 Bände. (mit ausführlicher Bibliografie)